# ندا دهی
ندا دهی (به انگلیسی: Sonification) استفاده از صدا، برای ادراک بیشتر یا انتقال اطلاعات است. از آنجا که ادراک شنوایی، دارای مزایایی در: تفکیک زمانی، مکانی، دامنه و فرکانس است، جایگزین یا مکمل مناسبی برای تکنیک های تصویر یا تجسم است.
از ساده ترین نمونه های ندادهی و صدا سازی برای رویدادی ، می توان به هشدار سرعت در وسایل جابجاگر و نقلیه، یا نمایشگرهای شنوایی کابین خلبان اشاره کرد. و در آخرین مورد نیز، ناسا تصاویر آبجکت های فضایی را به صدا تبدیل نموده است.

## تکنیک های ندا دهی
بسیاری از اجزای مختلف تصویر یا آبجکت را می توان به عنوان پارامترهای آوایی و صدایی تفسیر کرد تا درک کاربر از آن صدا، باعث درک بهتر او از اطلاعات تصویری آبجکت شود. معمولا افزایش یا کاهش سطح در برخی از اطلاعات، با افزایش یا کاهش در فرکانس ، پیتچ (pitch)، چند کانالی، دامنه (amplitude) یا ضرباهنگ (tempo) نشان داده می شود ، اما می تواند با تغییر سایر مؤلفه های کمتر مورد استفاده نیز نشان داده شود.
به عنوان مثال، قیمت بازار سهام را می توان با افزایش پیتچ صدا به هنگام افزایش قیمت سهام، و کاهش پیتچ در هنگام کاهش آن، به تصویر کشید.
از آنجایی که حوزه سونفیکیشن هنوز در مراحل ابتدایی خود در نظر گرفته می‌شود، مطالعات کنونی در جهت تعیین بهترین مجموعه از اجزای صوتی برای تغییر در موقعیت‌های مختلف کار می‌کنند.